# New Wave of American Heavy Metal
The New Wave of American Heavy Metal (nazywany też NWOAHM lub NWoAHM) – kierunek w muzyce heavymetalowej, zapoczątkowany w USA w późnych latach 90. XX w. Nazwa terminu NWOAHM wywodzi się z kierunku New Wave of British Heavy Metal, funkcjonującego z dużą popularnością w latach 80. Mimo że nazwa jest używana przez media związane z muzyką rockową, to sama definicja nie jest całkiem jeszcze ukształtowana. NWOAHM bierze pod uwagę przywrócenie heavy metalu do mainstreamu.

## Lista zespołów NWOAHM[1]
| - 10 Years - 100 Demons - 3 Inches of Blood - 7 Angels 7 Plagues - The Acacia Strain - Acid Bath - A Day to Remember - Adema - AFI - Agnostic Front - Aiden - A Life Once Lost - All Shall Perish - Amen - American Head Charge - Andrew W.K. - Asesino - As I Lay Dying - A Static Lullaby |  | - At the Drive-In - Atreyu - Avenged Sevenfold - Between the Buried and Me - The Black Dahlia Murder - Black Label Society - Bleeding Through - The Bled - The Blood Brothers - Blood Has Been Shed - Bloodsimple - Boysetsfire - Breaking Benjamin - Candiria - Carnifex - The Chariot - Chevelle - CKY - Coheed and Cambria |  | - Cold - Comeback Kid - Converge - Corrosion of Conformity - Cro-Mags - Crowbar - Damageplan - Darkest Hour - Down - Demon Hunter - Deftones - DevilDriver - The Dillinger Escape Plan - D.R.I. - Dropkick Murphys - Drowning Pool - The Get Up Kids - Gojira |  | - Killswitch Engage - Machine Head - Misery Signals - Poison the Well - The Red Chord - Slipknot - Still Remains - Suicide Silence - Superjoint Ritual - System of a Down - Terror - Thrice - Underoath - Unearth - Walls of Jericho - Winter Solstice - Yakuza - Youth of Today |